# Quelícero

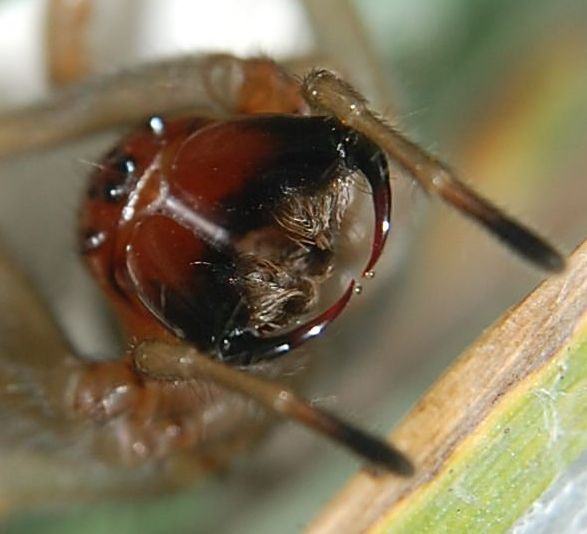
Quelíceros de la araña Cheiracanthium punctorium secretando una gota de veneno.

Los quelíceros son piezas bucales de los quelicerados, un subfilo de artrópodos que incluye a los arácnidos, los merostomados y los picnogónidos. Los quelíceros, comúnmente llamados "mandíbulas", pueden tener forma de colmillos articulados o de pinzas. Algunos quelíceros, como los que se encuentran en casi todas las arañas, son huecos y contienen (o están conectados a) glándulas venenosas, y se utilizan para inyectar veneno a la presa o a una amenaza percibida. En la araña Pisaurina mira, los quelíceros se utilizan para arrebatar la presa una vez que está a su alcance, facilitando el comportamiento de "depredador de emboscada sentado y esperando". Tanto los pseudoescorpiones como los opiliones tienen estructuras en sus quelíceros que se utilizan para el aseo (papilas en los pseudoescorpiones, dientes quelíceros en los opiliones).
Ocupan una posición anatómica preoral (inmediatamente antes de la boca) por lo que no son homólogos de las mandíbulas de los mandibulados (crustáceos, miriápodos e insectos).

## Tipos de quelíceros

A: quelíceros en navaja; B: quelíceros en tijera; C: quelíceros triarticulados en pinza.

Pueden distinguirse tres tipos de quelíceros: quelíceros en navaja, quelíceros en tijera y quelíceros de tres artejos en pinza o quela.

### Quelíceros en navaja
Este tipo de quelíceros se asemejan a un navajo plegable y pueden considerarse como subquelados. 
Está compuesto por dos artejos y es exclusivo de Tetrapulmonata. Consisten en un artejo basal que se articula con el cefalotórax y otro artejo apical en forma de colmillo que se articula con el basal. 
Presentan dos formas diferentes: ortognatos y labidognatos. Los quelíceros ortognatos se articulan de tal manera que les permite movimientos paralelos al eje del cuerpo. Este tipo de quelíceros se da en arañas Liphistiomorphae y Mygalomorphae y en los órdenes cercanos Amblypygi, Schizomida y Uropygi (Thelyphonida). Los quelíceros labidognatos se mueven en ángulo recto respecto al eje del cuerpo; son característicos de las arañas araneomorfas Araneomorphae.

#### Quelíceros de las arañas

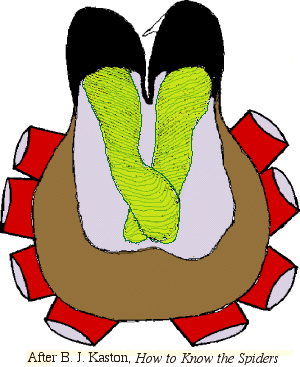
Quelíceros de las arañas. Los quelíceros se muestran en negro, la superficie del prosoma en marrón, las patas en rojo y las glándulas venenosas y sus músculos en verde. La parte apical del colmillo del quelícero derecho puede observarse entre los dos quelíceros.

La práctica totalidad de los araneidos poseen glándulas venenosas asociadas a los quelíceros. Las glándulas del veneno se sitúan en el interior de los quelíceros y casi siempre se extienden en el interior del cefalotórax; puede ser exprimida por la araña bajo control voluntario. El colmillo, que funciona como una aguja hipodérmica, es lo que penetra en la piel o el exoesqueleto de la presa; inoculan el veneno a través de unos orificios en el ápice de los colmillos al picar a sus presas.
Cuando una araña muerde, los dos quelíceros se separan del cefalotórax y los colmillos se abren como una navaja plegable. En los migalomorfos, los colmillos no se abren mucho, pero en las demás arañas, los colmillos se separan mucho uno de otro al mismo tiempo que se elevan. Algunas picaduras de araña pueden penetrar las uñas de los pies o atravesar calzado de cuero blando.

### Quelíceros en tijera
Los quelíceros en tijera tienen forma de quela y están compuestos por dos artejos. Se dan en los  pseudoscorpiones, ricinúlidos, solífugos y algunas arañas.

### Quelíceros de tres artejos en pinza
Esta es la condición primitiva y se da en palpígrados, escorpiones y opiliones. Se encuentran en otros quelicerados no arácnidos, como los Xiphosura y Eurypterida.[cita requerida] Tal vez los quelíforos de los picnogónidos sean homólogos de este tipo de quelíceros y debieran considerarse aquí.[cita requerida]